# Robert Roth (luchador)
Robert Roth (Berna, Suiza, 5 de julio de 1898-Nidau, 17 de noviembre de 1959) fue un deportista suizo especialista en lucha libre olímpica donde llegó a ser campeón olímpico en Amberes 1920.

## Carrera deportiva
En los Juegos Olímpicos de 1920 celebrados en Amberes ganó la medalla de oro en lucha libre olímpica estilo peso pesado, superando a los estadounidenses Nat Pendleton y Frederick Meyer, y al sueco Ernst Nilsson.